# Фул Мембърс Къп
Фул Мембърс Къп (на англ. Full Members Cup, буквално превеждана като Купа на пълноправните членове) е английски футболен турнир, провеждан в периода 1985-1992 г. През годините е носил и името на основните си спонсори – Симод Къп (Simod Cup) между 1987 и 1989 г. и Зенит Дейта Системс Къп (Zenith Data Systems Cup) между 1989 и 1992 г.
Създаден е непосредствено след Трагедията на Хейзел с цел запълване на календара от мачове на английските отбори, които са наказани да не участват в европейските клубни турнири по футбол. Турнирът обхваща клубовете, състезаващи се в първите две нива на английския футбол (тогава Първа и Втора дивизия), които са пълноправни членове на Футболната лига с право на глас при взимането на решения. Оттам идва и името на турнира. Останалите отбори от по-ниските нива на английския футбол са т.нар. асоциирани членове на лигата и нямат право на глас. Те се състезават помежду си за Трофея на Футболната лига, турнир, известен по това време и като Асоусиет Мембърс Къп (Associate Members Cup, буквално Купа на асоциираните членове).
Турнирът Фул Мембърс Къп съществува до 1992 г., когато провеждането му е преустановено със създаването на Английската висша лига и с отмяната на наказанието на английските отбори.

## Финали
| Година | Победител        | Финалист        | Резултат    |
| ------ | ---------------- | --------------- | ----------- |
| 1986   | Челси            | Манчестър Сити  | 5:4         |
| 1987   | Блекбърн Роувърс | Чарлтън Атлетик | 1:0         |
| 1988   | Рединг           | Лутън Таун      | 4:1         |
| 1989   | Нотингам Форест  | Евъртън         | 4:3 (прод.) |
| 1990   | Челси            | Мидълзбро       | 1:0         |
| 1991   | Кристъл Палас    | Евъртън         | 4:1 (прод.) |
| 1992   | Нотингам Форест  | Саутхамптън     | 3:2         |